# Saint-Germain-les-Vergnes
 Saint-Germain-les-Vergnes  (en occitano Sent German las Vernhas) es una comuna y población de Francia, en la región de Lemosín, departamento de Corrèze, en el distrito de Tulle y cantón de Tulle-Campagne-Nord.
Su población en el censo de 2008 era de 952 habitantes.
Está integrada en la Communauté de communes Tulle et Cœur de Corrèze.

## Demografía
| 764 | 804 | 818 | 854 | 914 | 844 | 952 |
| Para los censos de 1962 a 1999 la población legal corresponde a la población sin duplicidades (Fuente: INSEE [Consultar]) |     |     |     |     |     |     |